# Materia de Francia
La materia de Francia o ciclo carolingio es el conjunto de leyendas que constituyen las canciones de gesta en la literatura francesa en la Edad Media. Estos materiales están asociados con la historia de Francia, en particular involucrando a Carlomagno y sus asociados. El ciclo surge de los cantares de gesta en francés antiguo, y fue adaptado posteriormente a una variedad de formas artísticas, incluyendo novelas épicas y óperas renacentistas. Se transmitió por primera vez oralmente en forma de epopeyas en laisses decasílabos y alejandrinos asonantes; las historias que contienen se pasaron a menudo a la prosa a partir de los siglos XIV y XV, mientras que las versiones anteriores en verso, al dejar de cantarse, cayeron en el olvido.
Se le contrasta con la materia de Bretaña, historia legendaria de las islas británicas y de Bretaña, y con la materia de Roma, interpretación de los poetas medievales de la mitología griega y de la historia de la Antigüedad clásica. Es en la Chanson des Saisnes del poeta medieval Jean Bodel donde podemos leer:

Ne sont que iij matières à nul homme atandant,
De France et de Bretaigne, et de Rome la grant.
Hay tres ciclos literarios que nadie debería ignorar:
la materia de Francia, de Bretaña, y de Roma la grande.

Y continúa caracterizando a cada una: «Estas tres materias no se parecen: ¡los cuentos de Bretaña son tan irreales y seductores! Mientras que los de Roma son cultos y llenos de significado y los de Francia ven su autenticidad confirmada día a día».
Entre los personajes centrales de la materia de Francia se encuentran Carlomagno y sus paladines, en especial Roldán, héroe de la Canción de Roldán, y Olivier, guerrero en frecuente conflicto con el campeón musulmán Fierabrás. En sus orígenes, la materia de Francia incluía relatos de guerras y de proezas militares, y se basaba en los combates entre francos y sarracenos (o moros) en tiempos de Carlos Martel y del propio Carlomagno. La Canción de Roldán por ejemplo, relata la batalla de Roncesvalles en la época en que Carlomagno acababa de expulsar a los musulmanes de la Francia meridional. A lo largo del tiempo en que el género fue cultivado, los elementos fantásticos y mágicos fueron poco a poco adquiriendo importancia en las obras. Brujos y magos representan personajes negativos, mientras que los héroes suelen verse ayudados por el poder mágico de las reliquias.
Tras la época de los cantares de gesta, los temas de la materia de Francia aparecen en otras manifestaciones literarias. Uno de los ejemplos más conocidos es el de las epopeyas italianas de Ludovico Ariosto, Torquato Tasso y otros autores menores: el relato de Orlando furioso imita directamente los cantares de gesta. El mismo tema sería imitado más tarde en inglés por Edmund Spenser.  En lengua castellana, la obra más importante en que aparece Roldán/Orlando es el poema épico El Bernardo, escrito en el Virreinato de la Nueva España (hoy México), por Bernardo de Balbuena y publicado en las prensas de Diego Flamenco en Madrid en 1624.
Otros relatos de la materia de Francia se encuentran igualmente en nórdico antiguo, lengua en que se escribió en Noruega en el siglo XIII la Saga de Carlomagno (Karlamagnús saga).

## Las tres gestas
Las epopeyas de la materia francesa se dividen en tres «gestas», tres ciclos cada uno con sus propios temas y personajes. La palabra «gesta» significa a la vez relato de un hecho y un linaje: de hecho, las tres gestas se refieren respectivamente a tres familias de héroes. Esta división tiene su origen en el cantar de gesta Girart de Vienne, de Bertrand de Bar-sur-Aube, que se abre con una presentación de las tres gestas. Tradicionalmente, se distingue entre :
- La Gesta (ciclo) del rey, que narra las hazañas de la familia real francesa, principalmente Carlomagno. El Cantar de Roldán, el Mainet, el Aspremont y el Fierabrás forman parte de este ciclo.
- La Gesta (ciclo) de Guillermo de Orange, o Ciclo de Guillaume de Gellone (también conocido como de Monglane), que narra las aventuras del linaje del héroe, su pariente Garin, y cuyo personaje más famoso es Guillermo de Orange. Las epopeyas de este ciclo, como el Aliscans, La Captura de Orange, El Charroi de Nîmes, La coronación de Ludovico o Les Enfances Guillaume, están ambientadas en su mayoría durante el reinado de Ludovico Pío, que es retratado como un monarca débil y cobarde que no puede prescindir de la ayuda de los valientes guerreros de la familia de Guillermo para defender su reino.
- La Gesta de Doon de Mayence o de los Barones Revoltosos, que presenta a una familia de señores turbulentos a menudo enfrentados con el rey. Los cantares más famosas de este ciclo, que cuenta con unas sesenta, son el Girart de Roussillon, Los cuatro hijos de Aymón, Renaud de Montauban y Le Chevalerie Ogier de Danemarche.

## El ciclo carolingio en España
Una parte importante de los libros de caballerías publicados en España y Portugal a partir del siglo XVI pertenece al ciclo carolingio y relata episodios vinculados con la vida del emperador Carlomagno y caballeros de su corte. Algunas de estas obras son traducciones de textos franceses e italianos, mientras que otros son originales.
El libro italiano Guarino Mezquino, escrito en italiano en el siglo XV por el maestro florentino Andrea da Barberino, fue traducido al español por Alonso Hernández Alemán lo tradujo al español y publicado en Sevilla en 1512, con el título de Crónica del noble caballero Guarino Mezquino. Fue reimpreso en Sevilla en 1548 como Crónica del muy noble caballero Guarino Mezquino, en la cual trata de las aventuras que le acontecieron por todas partes del mundo (Sevilla, 1548).
La historia del emperador Carlomagno y de los doce pares de Francia, obra originalmente escrita en francés , se publicó en español en Sevilla en 1521 y tuvo un notable éxito editorial. Entre otras muchas reimpresiones cabe mencionar las de Sevilla (1525, 1528, 1534, 1547, 1548, 1549, 1650), Alcalá de Henares (1570), Lisboa (1613, 1728, 1800) Huesca (1641), Cuenca (sin año), Barcelona (1696, 1708 y otras), Coímbra (1732) y Madrid (1744). 
El libro litaliano Innamoramento di Carlo Magno, impreso en 1481, y uno de cuyos principales protagonistas es el paladín Reinaldos de Montalbán, fue traducido al español por Luis Domínguez y apareció en Sevilla en 1523, en dos partes, con el título Libro del noble y esforzado caballero Renaldos de Montalbán. A estas dos partes se añadió una tercera con el título de La Trapesonda, que es tercero libro de don Renaldos (Sevilla, 1535), y una cuarta (Sevilla, 1542), que es traducción en prosa castellana del poema Baldo de Téofilo Folengo.
El Espejo de caballerías es una serie que consta de tres libros o partes, los dos primeros escritos por Pedro López de Santa Catalina, y el tercero por Pedro de Reinosa. El primer libro, que apareció en 1525, es una traducción libre del poema italiano Orlando enamorado, de Mateo Boyardo. El segundo, publicado por primera vez en Toledo en 1527, conjuga materiales provenientes de diversas obras épicas italianas, principalmente el Quarto libro de l'inamoramento de Orlando, de Niccoló degli Agostini; el Quinto, escrito por Raffaele Valcieco da Verona, y el Sexto, de Pierfrancesco Conte. El tercero, que salió a la luz en 1547, también en Toledo, es original española en su totalidad.
Morgante, poema de Luigi Pulci escrito originalmente en italiano, se tradujo al castellano y se publicó en Valencia en 1533 como libro de caballerías en prosa, con el título de Libro del esforzado gigante Morgante. Se reimprimió en Valencia (1533 y 1535) y en Sevilla (1535). La acción de la obra continúa en el Libro segundo de Morgante, publicado en Valencia en 1535 y reimpreso en Sevilla en 1552.
Además de estas obras en prosa, se publicaron en castellano varios poemas épicos vinculados con personajes del ciclo carolingio, algunos traducidos del italiano, como el Orlando enamorado de Mateo Boyardo y el Orlando furioso de Ludovico Ariosto, y otros escritos originalmente en español, como El verdadero suceso de la famosa batalla de Roncesvalles de Francisco Garrido de Villena (1583), las Hazañas de Bernardo del Carpio de Agustín Alonso (1585), Las lágrimas de Angélica de Luis Barahona de Soto (1586), La hermosura de Angélica de Lope de Vega (1602), y el Bernardo, o victoria de Roncesvalles, de Bernardo de Balbuena (1624).

## El ciclo carolingio en Portugal
La historia del emperador Carlomagno y de los doce pares de Francia fue objeto de dos continuaciones distintas en portugués, ambas publicadas en el siglo XVIII: la Segunda parte da Historia do Imperador Carlos-Magno e dos doce Pares de França, del médico militar Jerónimo Moreira de Carvalho, publicada en Lisboa en 1737 y reimpresa en 1784 y 1799, y la Historia nova do Emperador Carlos Magno, e dos doce pares de França de José Alberto Rodrigues, impresa en Lisboa en 1742. En realidad, ninguno de estos dos libros es una continuación en sentido estricto de la obra traducida por Nicolás de Piamonte, porque esta concluye con la muerte de Carlomagno, mientras que tanto en la obra de Moreira de Carvalho como en la de Rodrigues, el emperador desempeña un destacado papel.
La Segunda parte de Moreira de Carvalho fue proseguida por el presbítero Alexandre Caetano Gomes Flaviense en una obra denominada Verdadeira terceira parte da historia de Carlos-Magno, impresa en Lisboa en 1745, que en sus primeras páginas refiere la historia legendaria de España y después se dedica narrar las fabulosas hazañas de Bernardo del Carpio, hijo extramatrimonial de la infanta Jimena de León y de Sancho, conde de Saldaña, al que se atribuye el vencimiento de Roldán y sus compañeros en los Pirineos y una variada serie de aventuras caballerescas, y que después de haber conquistado Cataluña a los moros, ingresa como monje a un monasterio de Aguilar de Campoo.